# Pico Conejos
Pico Conejos (en inglés: Conejos Peak) es un pico montañoso que se eleva hasta los 13.172 pies (4015 m) en la cordillera conocida como montañas de San Juan en el sur estado de Colorado al oeste de los Estados Unidos. Tiene una prominencia de 1892 pies (equivalentes a 577 metros).